# HD 28185 b
HD 28185 b (بالإنجليزية: HD 28185 b)‏ الذي يرمز له بالرمز HD 28185b، هو كوكب خارج المجموعة الشمسية، في كوكبة النهر، يتبع HD 28185 ‏.

## الاكتشاف
اكتشف في 4 أبريل 2001، وكانت طريقة الاكتشاف دوبلر الطيفي.